# Astral Long Forms: Staircase in Space
Astral Long Forms: Staircase in Space ist ein Jazzalbum des Whit Dickey Quartet. Die 2021 entstandenen Aufnahmen erschienen am 6. Mai 2022 auf Whiteys Label TAO Forms.

## Hintergrund
Der Schlagzeuger Whit Dickey tauchte in den frühen 1990er Jahren in der amerikanischen Avantgarde- und Free-Jazz-Szene auf und spielte in Bands von David S. Ware, Matthew Shipp, Ivo Perelman und Rob Brown. Ende der 2010er-Jahre begann Dickey außerdem, als Bandleader für sein neugegründetes Label TAO Forms aufzunehmen, auf dem er u. a. auch 2021 auf James Brandon Lewis’ Album Jesup Wagon erschien. 
Sein Quartett, mit dem er 2021 erneut aufnahm, besteht aus dem Altsaxophonisten Rob Brown, dem Bratschisten Mat Maneri und dem Bassisten Brandon Lopez. Mit Brandon Lopez hatten Dickey und Rob Brown zuvor das Album Expanding Light eingespielt.

## Titelliste
- Whit Dickey Quartet: Astral Long Forms: Staircase in Space (TAO Forms TAO 09)

1. Blue Circuit 19:32
2. Space Quadrant 6:46
3. The Pendulum Turns 10:05
4. Staircase in Space 11:01
5. Signify 15:29

Die Kompositionen stammen von Whit Dickey.

## Rezeption
Whit Dickeys langjähriger musikalischer Partner William Parker schrieb in den Liner Notes, das Zusammenspiel zwischen den Musikern sei perfekt. Eingänge, Ausgänge, die Räume zwischen Klang und Stille, alle würden sich im richtigen Moment treffen. „Das ist großartige menschliche Musik, die sich gegen alle dunklen Mächte in jedem Universum behaupten wird.“
Bereits das Vorgängeralbum, das exzellente Expanding Light, habe Dickeys sprunghafte Kompositionen in den Mittelpunkt gerückt, meinte Michael Toland in The Big Takeover. Das lose verknüpfte Quartett erkunde den Weltraum, wie der Titel andeute, aber es sei nicht nur die kosmische Vielfalt, die hier entstehe. In „Space Quadrant“ und „Staircase in Space“ würden sich die Musiker in den Räumen zwischen den Noten bewegen, dem Raum parallel zu Phrasen und dem Raum, der von Harmonien eingenommen werde, die entstehen, wenn vier Meisterimprovisatoren die Songstruktur als Richtlinie und nicht als Regel verwenden. Alles vereine sich zu einer Musik, die zwar nicht leicht zugänglich sei, aber eine Logik enthülle, je länger man sie hört. Der Bandleader lasse seinen Mitspielern den größtmöglichen Spielraum, aber es sei klar, dass er immer einen Plan im Kopf hat. Astral Long Forms sei Free Jazz, aber nicht im Sinne von Spontankompositionen. Stattdessen sei dies eine Platte, die zeige, dass manchmal die größte Freiheit aus dem beständigsten Fokus kommt.
Kenneth Blanchard schrieb, ein Großteil der Musik von Astral Long Forms erreiche maximale Intensität, indem sich die Geschwindigkeit, Lautstärke und Dichte des Klangs erhöhe. Das sei nicht der einzige Weg, Intensität zu erreichen, was aber nicht als Kritik gemeint sei. Bei Astral Long Forms würden Dickey und seine Crew mit einem langsamen oder sogar traurigen Tempo beginnen; dadurch könnten sie Intensität erreichen, ohne die Artikulation und Textur der verschiedenen Instrumente zu verlieren. Wenn man nach einer abstrakten Präsentation suche, die den emotionalen Ton eines guten Jazz bewahre, sei dies ein guter Ausgangspunkt.
Whit Dickey, der bei der Free-Jazz-Legende Milford Graves am Bennington College studiert hat, spiele nicht auf die gleiche Lawinen-hafte Art wie Graves (der Anfang 2021 starb), schrieb Phil Freeman in Stereogum; seine Herangehensweise an das Kit sei oft vorsichtig und forschend, als ob er ihm zum ersten Mal begegne und nicht hundertprozentig sicher sei, wie es reagieren könnte. Aber das mache ihn zu einem hervorragenden Schlagzeuger. Besonders seine Snare-Arbeit sei immer wieder faszinierend; und seine Persönlichkeit eigne sich für kollektive Improvisation – er gebe jedem hier, insbesondere Maneri, genug Raum, sich so weit zu entfalten, wie er möchte, und er werde gleichzeitig präsent sein, um Dinge zu verankern, ihnen allen etwas an Basis zu geben, zu der er zurückkehren kann, aber er werde sie niemals einsperren.